# ابوالفضل اولیایی
ابوالفضل اولیایی یک بازیکن والیبال نشسته اهل ایران است.

## افتخارات
وی به همراه تیم ملی والیبال نشسته ایران برای شرکت در بازی‌های پارالمپیک تابستانی ۲۰۱۶ عازم ریو د ژانیرو شد، و توانست با شکست بوسنی و هرزگوین در دیدار نهایی به مقام قهرمانی مسابقات و نشان طلا دست یابد.